# Покровка Первая
Покро́вка Пе́рвая — село в Ливенском районе Орловской области, входит в Речицкое сельское поселение.

## Географическое положение
Покровка Первая расположена на северо-западе Ливенского района Орловской области, на реке Речица, в 1 км к югу от автотрассы Р119 Орёл — Тамбов, на севере граничит с деревней Покровка Вторая, которая возникла как выселки села Покровка Первая в связи с ростом движения в направлении Орёл—Ливны:237-239.

## Демография
По состоянию на 2010 год население деревни — 231 житель.

## Достопримечательности
Из достопримечательностей следует отметить церковь Покрова Пресвятой Богородицы, построенную в 70—90 годы XIX века. В настоящее время проводится восстановление храма.

## Транспорт и связь
Трасса Орёл — Тамбов Р119 проходит в 1 км к северу от села по территории деревни Покровка Вторая. Трасса связывает Покровку с областным и районным центрами. В качестве общественного транспорта действует автобусное сообщение с Ливнами и маршрутное такси.
В деревне работают 4 сотовых оператора Орловской области:
- МТС
- Билайн
- Мегафон
- TELE2